# 荒川洋治
荒川 洋治（あらかわ ようじ、1949年4月18日 - ）は、日本の現代詩作家、随筆家。日本芸術院会員。本名の読みはひろはる。

## 来歴・人物

### 来歴
福井県三国町（現坂井市）に生まれる。福井県立藤島高等学校、早稲田大学第一文学部文芸科卒業。
高校2年生のときに詩誌「とらむぺっと」を創刊し、全国から同人を募って、19号の終刊まで100余名の高校生が参加した。大学の卒業論文として提出された『娼婦論』は平岡篤頼の推薦で小野梓記念賞芸術賞を受賞。26歳で詩集『水駅』を刊行し、H氏賞を受賞、以後、多くの詩集・随筆・評論を刊行している。日本近代小説の読み巧者でもある。1974年から詩を専門にする出版社である紫陽社を経営。大阪文学学校、青山学院大学、早稲田大学などで教壇に立つ。2013年愛知淑徳大学教授、2017年退職。2019年、日本芸術院会員。2024年大岡信賞受賞。

### 人物・評価
『坑夫トッチルは電気をつけた』で、「宮沢賢治研究がやたらに多い。研究に都合がいい。それだけのことだ」と書き、一人の詩人に多くの研究者が群がる事態を批判するなど、党派にとらわれない鋭い指摘を、詩、エッセイの双方で展開している。長く務めた文芸時評では、大江健三郎や笙野頼子を厳しく批判するなど、いわゆる「文壇」的な発言をあまり行わない異色の存在である。「詩人」ではなく「現代詩作家」を名乗る。「口語の時代はさむい」「文学は実学である」など、時代を挑発するフレーズで知られる。
1986年の、鮎川信夫、大岡信との討議において、北川透は「荒川洋治の場合、最初に詩を書き始めた頃は見た目には難しい詩を書いていて、今は易しい詩を書いてますよね。ぼくは今でも荒川洋治は、多分難しい詩というよりも、ああいう修辞的に混みいった詩を書こうと思えば書けると思いますね。書けるのにすごく分り易い詩を書くでしょう。ぼくはそこが屈折だと思うんですね。」「平出隆や稲川方人は荒川洋治をすごく嫌っているでしょう。それから「麒麟」の人たちも彼をほとんど評価しませんよね。」と述べている。
2006年11月14日、ラジオ番組『森本毅郎・スタンバイ!』内のコーナー「話題のアンテナ 日本全国8時です」において、名前の読みが本当は「あらかわ ひろはる」であることを明かした。26歳のとき、『朝日新聞』の「ひと」欄で「ようじ」とルビがふられたことから、自身もそう名乗るようになったらしい。

## 受賞歴
- 1976年 『水駅』（詩集）でH氏賞[3]
- 1997年 『渡世』（詩集）で高見順賞[3]
- 1999年 『空中の茱萸』（詩集）で読売文学賞[3]
- 2003年 『忘れられる過去』（エッセイ集）で講談社エッセイ賞[3]
- 2005年 『心理』（詩集）で萩原朔太郎賞[3]
- 2006年 『文芸時評という感想』（評論集）で小林秀雄賞[3]
- 2016年 『過去をもつ人』（書評集）で毎日出版文化賞書評賞
- 2017年 『北山十八間戸』（詩集）で鮎川信夫賞[4]
- 2019年 日本芸術院賞・恩賜賞
- 2019年 日本芸術院会員[7]
- 2024年 『真珠：二人ずつ抱くと一人が余る』で大岡信賞

## 著作

### 詩集
- 『娼婦論 詩集』檸檬屋 1971
- 『水駅 詩集』書紀書林 1975
- 『荒川洋治詩集』思潮社 1978
- 『あたらしいぞわたしは 詩集』気争社 1979
- 『醜仮廬（しきかりいお） 詩集』てらむら 1980
- 『荒川洋治詩集』思潮社 現代詩文庫 1981
- 『遣唐 詩集』気争社 1982
- 『針原』思潮社 (現代詩書下し詩集) 1982
- 『倫理社会は夢の色 詩集』思潮社 1984
- 『ヒロイン 詩集』花神社 1986
- 『笑うクンプルング』沖積舎 (現代詩人コレクション) 1991
- 『一時間の犬 荒川洋治詩集』思潮社 1991
- 『続・荒川洋治詩集』思潮社 現代詩文庫 1992
- 『坑夫トッチルは電気をつけた 詩集』彼方社 1994
- 『渡世 詩集』筑摩書房 1997
- 『空中の茱萸』思潮社 1999
- 『荒川洋治全詩集 1971-2000』思潮社 2001
- 『心理 詩集』みすず書房 2005
- 『実視連星 詩集』思潮社、2009
- 『北山十八間戸』気争社、2016
- 『続続・荒川洋治詩集』思潮社 現代詩文庫 2019
- 『真珠』気争社、2023

### 随筆・評論
- 『アイ・キューの淵より エッセイ集』気争社 1979
- 『詩は自転車に乗って エッセイ集』思潮社 1981
- 『ボクのマンスリー・ショック』新潮文庫 1985
- 『シロン85』気争社 1985
- 『ホームズの車』気争社 1987
- 『ぼくのハングル・ハイキング』五柳書院 1988
- 『人気の本、実力の本』五柳書院 1988
- 『詩論のバリエーション』学芸書林 1989
- 『ロマンのページにパーキング』毎日新聞社 1990
- 『読んだような気持ち』福武書店 1991
- 『ブルガリアにキスはあるか』五柳書院 1991
- 『世間入門』五柳書院 1992
- 『乙女入門 ぼくのヒロイン・チェック』廣済堂出版 1993
- 『言葉のラジオ』竹村出版 1996
- 『夜のある町で エッセイ集』みすず書房 1998
- 『読書の階段』毎日新聞社 1999
- 『本を読む前に』新書館 1999
- 『文学が好き』旬報社 2001
- 『日記をつける』岩波アクティブ新書 2002／岩波現代文庫 2010
- 『忘れられる過去』みすず書房 2003 ／朝日文庫 2011
- 『詩とことば』岩波書店〈ことばのために〉 2004／岩波現代文庫 2012
- 『ラブシーンの言葉』四月社 木魂社(発売) 2005／新潮文庫 2009
- 『文芸時評という感想』四月社 木魂社(発売) 2005
- 『世に出ないことば』みすず書房 2005
- 『黙読の山』みすず書房 2007
- 『読むので思う』幻戯書房 2008
- 『文学の門』みすず書房 2009
- 『昭和の読書』幻戯書房 2011
- 『文学のことば』岩波書店 2013
- 『文学の空気のあるところ』中央公論新社 2015／中公文庫 2024
- 『過去をもつ人』みすず書房 2016
- 『霧中の読書』みすず書房 2019
- 『文学は実学である』みすず書房 2020 (選集)
- 『文庫の読書』中公文庫 2023（新編版）
- 『ぼくの文章読本』河出書房新社 2024.11

### 共編著
- 『理屈(RIKUTSU)』井坂洋子共著 フレーベル館 1993
- 『徳田秋聲　明治の文学 第9巻』筑摩書房 2002
- 『世の中へ・乳の匂い　加能作次郎作品集』講談社文芸文庫 2007
- 『ことばの見本帖』ことばのために（全6巻）、岩波書店 2009。加藤典洋,関川夏央,高橋源一郎,平田オリザと共編
- 『千日の旅  石上玄一郎アンソロジー』編  未知谷 2011
- 『昭和の名短篇』編　中公文庫 2021

## 出演番組
- 話題のアンテナ 日本全国8時です （TBSラジオ、火曜日担当、1991年10月-2013年3月12日）
- テレフォン人生相談 （ニッポン放送系、1990年代に担当）
- 視点・論点「文学作品の中の“夏休み”」（NHK教育、2003年8月7日）
- 視点・論点「偉人伝」（NHK教育、2006年2月17日）
- 視点・論点「スクラップの楽しみ」（NHK教育、2007年5月31日）
- 視点・論点「文学談義」（NHK教育、2007年11月1日）
- 視点・論点「本をつくる世界」（NHK教育、2008年3月11日）
- 視点・論点「労働者の文学」（NHK教育、2008年11月5日）
- 視点・論点「聞こえる言葉」（NHK教育、2009年4月22日）
- 視点・論点「再学習の風景」（NHK教育、2010年5月28日）
- 視点・論点「地域出版の歩み」（NHK教育、2010年11月24日）
- 視点・論点「新訳で読む名作」（NHK教育、2011年5月9日）
- 視点・論点「言葉のある風景」（NHK教育、2015年3月4日）
- 視点・論点「高見順 没後50年」（NHK教育、2015年10月5日）
- 視点・論点「シリーズ・次世代への遺産 大岡 信」（NHK教育、2017年12月22日）